# Achraf Saafi
Achraf Saafi, né le 11 août 1992 à Monastir, est un handballeur tunisien jouant au poste de demi-centre. Il joue au club de Angers SCO Handball.